# Ancoe
Ancoe (en griego antiguo: Άγϰόη/Anchoē) es el nombre de un lugar de la Antigua Grecia situado en la zona limítrofe entre las regiones de Lócride Opuntia y Beocia. El significado de Ancoe es sitio donde brota o se desborda un líquido. 
Según Estrabón, se trataba de un lugar muy cercano a la ciudad de Larimna de Lócride (una ciudad próxima pero distinta a Larimna de Beocia) donde brotaba de nuevo el río Cefiso después de que, unos kilómetros antes, desapareciera en un canal subterráneo. En el lugar había también un lago con el mismo nombre de Ancoe.